# NGC 722
NGC 722 (również PGC 7098 lub UGC 1379) – galaktyka spiralna (Sbc), znajdująca się w gwiazdozbiorze Barana. Odkrył ją Heinrich Louis d’Arrest 2 grudnia 1861 roku.